# Kanngjutarmästarens hus

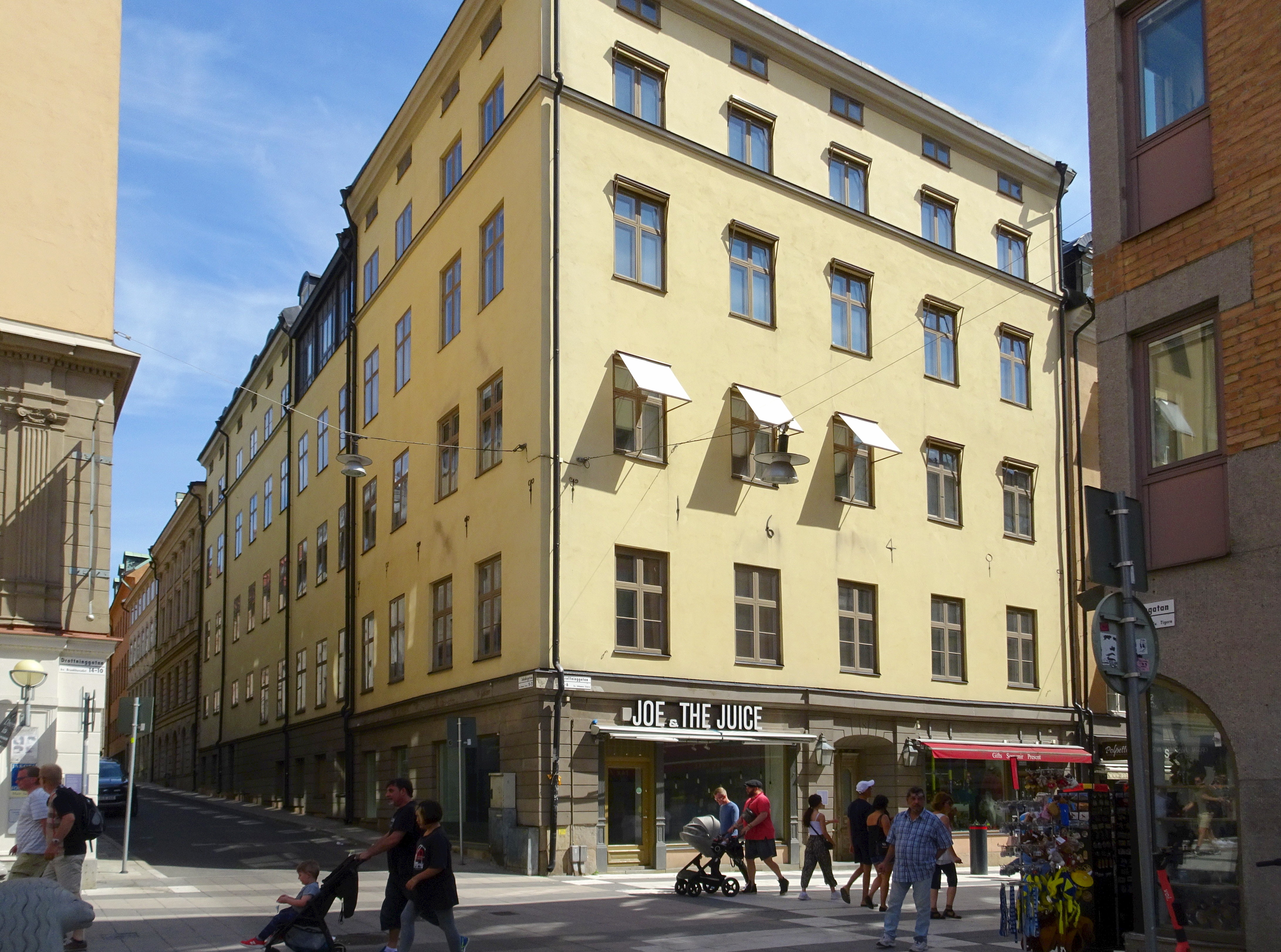
Kanngjutarmästarens hus, hörnet Drottninggatan / Jakobsgatan, juli 2020.

Kanngjutarmästarens hus kallas en byggnad i kvarteret Johannes större i hörnet Drottninggatan 8 / Jakobsgatan 21 i centrala Stockholm. Fastighetens äldsta delar uppfördes 1640 och inhyser idag lokaler för Regeringskansliet. Byggnaden är skyddad som statligt byggnadsminne sedan 1995 och blåmärkt av Stadsmuseet i Stockholm, vilket är det starkaste skyddet och innebär "att bebyggelsen bedöms ha synnerligen höga kulturhistoriska värden".

## Historik

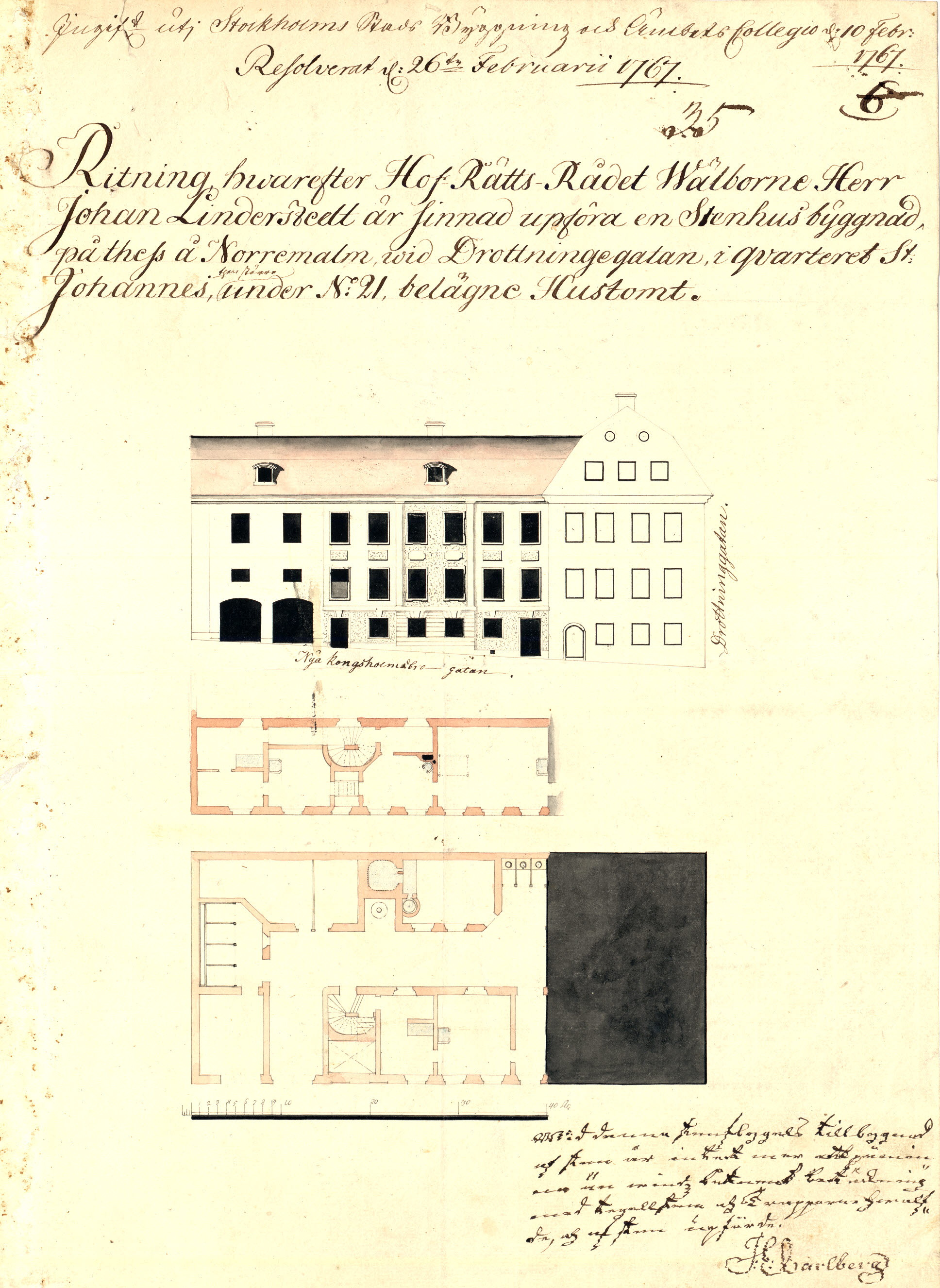
Flygeln ritning, 1767.

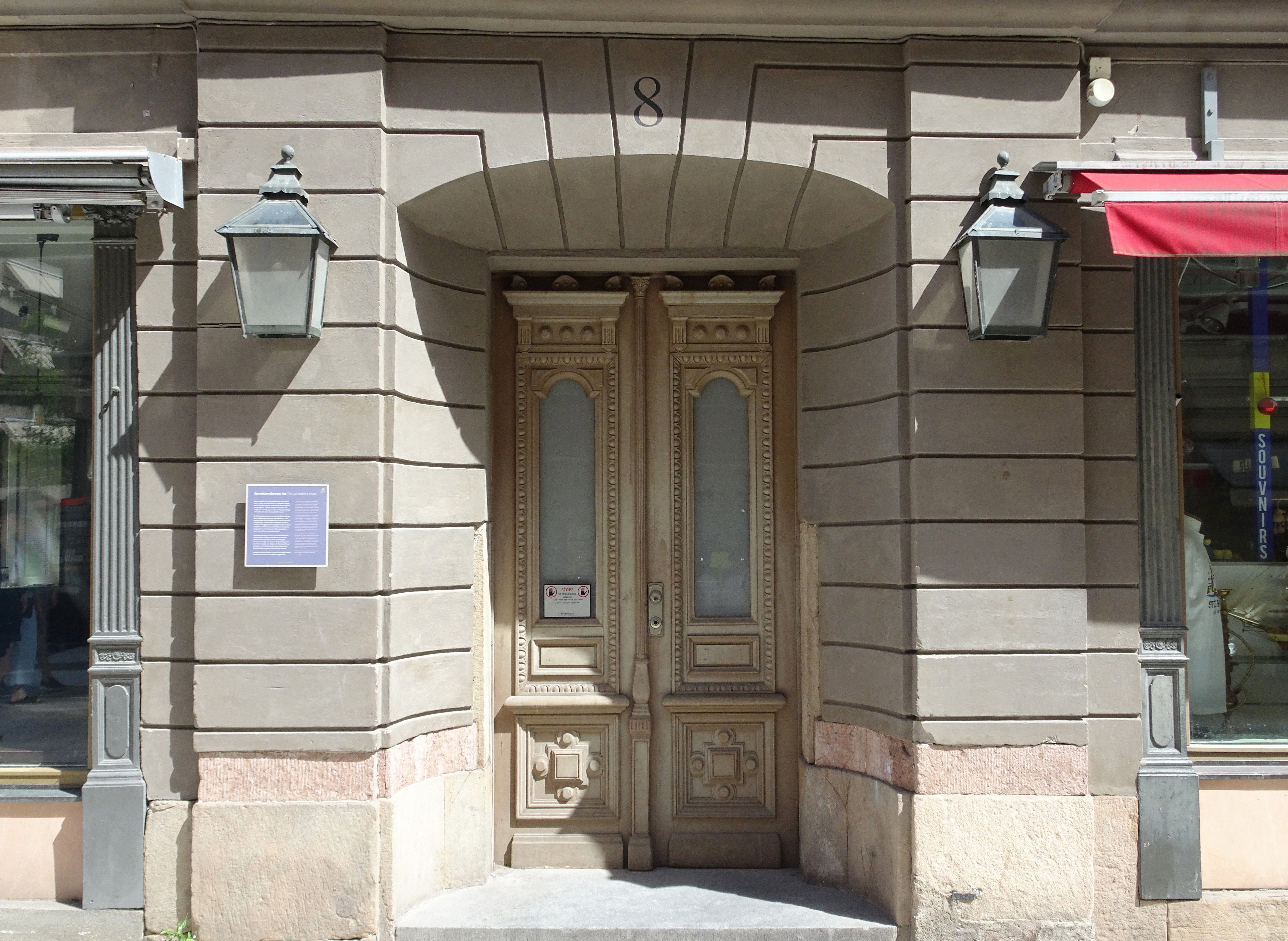
Portalen Drottninggatan 8.

Byggnaden i hörnet Drottninggatan / Jacobsgatan (dåvarande Nya Kungsholmsbrogatan) uppfördes på initiativ av kanngjutarmästaren Göran Jeske, även kallad Göran Kanngjutare, och stod färdig år 1640. Årtalet syns på fasaden i form av till siffror utbildade ankarslut. Jeskes hus var bland de första som byggdes i det då nyskapade kvarteret Johannes större. Då hade Stockholms stadsplanering just tagit sin början på nedre Norrmalm. Innan dess fanns här ett oplanerat virrvarr av gator, gränder och kvarter. Bebyggelsen bestod huvudsakligen av trähus, bara ett tiotal stenhus existerade. Allt revs eller flyttades.
Jeskes byggnad uppfördes i tegel och hade tre våningar. Mot Drottninggatan fick den fem fönsteraxlar och mot Jakobsgatan fyra fönsteraxlar och en hög gavel. I bottenvåningen låg salubodar och magasin. En våning upp hade Jeske sin bostad. På innergården låg hans verkstad där han göt olika kärl av tenn.
År 1767 förlängdes huset med två flyglar, en mot Jakobsgatan och en mot innergården. Då ägdes fastigheten av hovrättsrådet Johan Linderstedt som ansökte i februari 1767 om bygglov. 1787 höjdes byggnaden med ytterligare en våning efter ritningar av murmästaren Johan Wilhelm Henric Elies. Den femte våningen med en attikavåning tillkom 1821 när lärftkramhandlaren Johan Hazelius (1758-1828) blev ägare. Butiksfasad och entré tillkom vid 1800-talets slut när Drottninggatan blev stadens nya affärsgata och "snobbränna" för folk som ville synas. 
Fastigheten köptes 1967 av staten och ägs och förvaltas av Statens Fastighetsverk (SFV). I samband med förvärvet rekonstruerades även fasaden till utseendet från 1821. Husets stomme, murar, källarvalv och bjälklag är från byggtiden. Några rum bevarar fortfarande dekormålningar i taken. På våning två trappor finns snidade dörrpartier i empirestil. Enligt SFV är Kanngjutarmästarens hus ett av de bäst bevarade bostadshusen från 1600-talet utanför Gamla stan.